# Langues baltes occidentales
Les langues baltes occidentales forment un sous-groupe des langues baltes, de la famille des langues indo-européennes.

## Classification
- Langues baltes occidentales
  - Vieux prussien
    - Nadruvien

  - Galindien
  - Skalvien,
  - Sudovien

Toutes les langues de ce sous-groupe sont aujourd'hui disparues. Le vieux prussien a laissé plusieurs documents témoignant de sa présence, notamment un dictionnaire bilingue prussien-allemand. Les autres langues du balte occidental ne sont attestées que dans les chroniques, quelques toponymes et par les traces qu'elles ont pu laisser dans les langues qui leur ont succédé sur le territoire.

## Histoire
Vers le Ve siècle av. J.-C., le proto-balte se sépare pour former les sous-groupes des langues baltes orientales et des langues baltes occidentales. Au début de l'ère chrétienne, le sous-groupe occidental subit l'influence des Goths qui se sont installés sur les mêmes territoires. Peu après la période des grandes invasions, le sous-groupe des langues baltes occidentales s'est divisé, à son tour, pour former plusieurs langues très proches, mais néanmoins distinctes : le vieux prussien, le sudovien et le couronien, ce dernier passant peu après au sous-groupe oriental sous l'influence du letton et du latgalien.